# Benito de Frutos
Benito de Frutos, né à Cuéllar en 1871  et mort dans la même ville le 8 novembre 1941, est un religieux et photographe espagnol, créateur d'un fonds photographique.

## Biographie
Benito de Frutos suit des études au séminaire de Ségovie ; il est ordonné prêtre en 1894. Il poursuit ses études à l'université de Salamanque, où il a obtient une licence en droit canon et un doctorat en théologie.
Il s'installe  dans sa ville natale ; il est aumônier du monastère Sainte-Claire et curé de l'église de San Esteban. Il est membre correspondant de l'Académie royale d'histoire, dirige le musée de Ségovie et fait partie de plusieurs commissions liées aux beaux-arts.
Intéressé par la photographie, il constitue un fonds d'archives de plus de 1 300 photographies représentant la province de Ségovie ; ce fonds, qui porte son nom, Archivo Fotográfico del Padre Benito de Frutos, est conservé au monastère de Nuestra Señora del Henar à Cuéllar.